# Dany Verlinden
Daniel "Dany" Verlinden (Aarschot, 15 de agosto de 1963) é um ex-futebolista profissional belga que atuava como goleiro.
Disputou as Copas de 1994 e 1998, como reserva. Esteve presente nas convocações da Bélgica entre 1993 e 1998, mas sempre esteve na sombra de Michel Preud'Homme, tanto que sua única partida foi diante da Noruega, em março deste último ano.
Apelidado de Muro, detinha o recorde de jogador mais velho a participar da Liga dos Campeões da Europa, quando tinha quarenta anos, três meses e 24 dias. Esse recorde foi superado em 2006 pelo zagueiro Alessandro Costacurta, do Milan, na partida contra o AEK Atenas.
Já aposentado, Verlinden permaneceu no Club Brugge como treinador de goleiros, função que exerce até hoje.